# Beaver Dam (Arizona)
Beaver Dam è una comunità non incorporata degli Stati Uniti d'America, situata nello stato dell'Arizona, nella contea di Mohave.